# Jerónimo Martins
Jerónimo Martins SGPS, S.A. – portugalskie przedsiębiorstwo będące właścicielem między innymi sieci handlowej Biedronka.
W Portugalii Grupa JM zarządza trzema sieciami hipermarketów i supermarketów, a także hurtowniami i zakładami produkcyjnymi. Od lutego 1996 roku do listopada 2013 roku grupa była kierowana przez Alexandre’a Soaresa dos Santosa, który w 2012 roku otrzymał tytuł najbogatszego człowieka w Portugalii. Kolejnym prezesem grupy został jego syn, Pedro Soares dos Santos.

## Historia
Początki działalności sięgają roku 1792, gdy Galisyjczyk Jerónimo Martins otworzył w dzielnicy Lizbony Chiado swój pierwszy sklep. Po zakończeniu wojen napoleońskich król Portugalii Ferdynand II udzielił Jerónimo Martinsowi przywileju zaopatrywania królewskiego dworu. Po śmierci Martinsa prowadzenie firmy przejął jego syn Domingos, który wykorzystał kontakty z dworem królewskim jako główny element budowania marki sklepu, który oferował luksusowe towary. Po okresie rządów starszego syna, który nie był zainteresowany prowadzeniem firmy, a jedynie korzystaniem z majątku, władzę w firmie przejął drugi z synów Domingosa Martinsa, Joao António Martins, który odbudował przedsiębiorstwo. Kolejnym właścicielem, po bezdzietnej śmierci Joao, został jego przyjaciel, Júlio César Pereira de Melo, który w 1921 roku włączył do przedsiębiorstwa rodzinną firmę handlową z Porto. Kolejnymi właścicielami firmy, w tym samym roku, zostali Francisco Manuel Dos Santos i Elísio Pereire do Vale, a później zięć pierwszego z nich Elísio Alexandre Dos Santos, którzy rozwijali firmę jako sieć sklepów. W okresie II wojny światowej firma zajęła się także produkcją artykułów spożywczych, które częściowo sprzedawała Aliantom. W połowie XX wieku firma rozszerzyła profil działalności, m.in. na rynek nieruchomości. Następnie kierownictwo nad firmą przejął syn właściciela, Alexandre Soares Dos Santos, który po raz kolejny rozszerzył zakres działalności. W latach 80. przedsiębiorstwo otworzyło sieć sklepów pod marką Pingo Doce, zakupiło większościowy pakiet udziałów w hurtowniach Recheio i zakupiło brazylijską sieć marketów Pao de Açúcar. W 1990 roku Jerónimo Martins stała się spółką giełdową, notowaną na lizbońskiej giełdzie. W 1997 roku spółka zakupiła polską sieć sklepów Biedronka.
W 2017 przedsiębiorstwo zarobiło 385 mln euro, z czego zdecydowana większość pochodzi z Polski. Polska Biedronka ma 68-proc. udział w wartości sprzedaży grupy i 87-proc. w zysku przed opodatkowaniem z odsetkami i amortyzacją (EBITDA).
Współudziałowcem w spółce jest holenderski Ahold, który ma udziały w wysokości ok. 49%.
Przedsiębiorstwo prowadzi również wspólną działalność:
- Unilever Jerónimo Martins – wspólne przedsięwzięcie z Unilever w proporcji udziałów: JM – 45% a Unilever 55%.
- Jerónimo Martins Distribuição de Produtos de Consumo – dystrybucja w Portugalii markowych produktów międzynarodowych producentów
- PGJM – wspólne przedsięwzięcie z hiszpańska grupą kosmetyczną Puig
- Jerónimo Martins Restauração e Serviços – realizator projektu w branży catering
- Caterplus – dostawca w branży catering
- Jeronymo – sieć kawiarni
- Ben & Jerry, Olá – sieć lodziarni.
- Wchodzi udziałami do polskiej sieci cash-and-carry Eurocash oraz Supermercado Se w Brazylii.
- Od 2013 r. inwestuje w Kolumbii tworząc tam sieć dystrybucyjną.

## Działalność w Polsce
Grupa kapitałowa Jerónimo Martins posiada 3000 sklepów i 17 centrów dystrybucyjnych na terenie Polski. Przedsiębiorstwo zatrudnia w Polsce ponad 70 tysięcy pracowników.
W Polsce swoją działalność przedsiębiorstwo rozpoczęło w 1995 pod nazwą Jeronimo Martins Dystrybucja S.A. W 2005 obchodziło dziesięciolecie działania na polskim rynku. Zainwestowano podczas tych 10 lat około 1,7 mld złotych w rozbudowę i modernizację sklepów sieci Biedronka. W grudniu 2007 przedsiębiorstwo stało się właścicielem wszystkich sklepów pod szyldem Plus na terenie Polski i Portugalii. Od 5 czerwca 2012 spółka nosi nazwę Jeronimo Martins Polska S.A. Ogólne przychody przedsiębiorstwa w roku 2012 wyniosły prawie 29 mld złotych, przychody ze sprzedaży wyniosły ponad 28,9 mld złotych.
Przedsiębiorstwo jest również właścicielem sieci drogerii Hebe.
| Rok  | Przychód (mld zł) | Dochód (mld zł) | CIT (mln zł) |
| ---- | ----------------- | --------------- | ------------ |
| 2017 | 48,4              | 2,42            | 460          |
| 2016 | 43,6              | 2,2             | 409          |
| 2015 | 39,3              | 1,9             | 367          |
| 2014 | 35,9              | 1,5             | 281          |
| 2013 | 33                | 1,6             | 305          |
| 2012 | 28,9              | 1,4             | 257          |

### Procesy sądowe
W latach 2007–2009 JMD sp. z o.o. przegrało procesy sądowe o łamanie praw pracowniczych.